# Distretto rurale di Masasi
Il distretto rurale di  Masasi è un distretto della Tanzania situato nella regione di Mtwara. È suddiviso in 22 circoscrizioni (wards) e conta una popolazione di 247 993 abitanti (censimento 2012).
Elenco delle circoscrizioni: 
- Chigugu
- Chikolopola
- Chiungutwa
- Chiwale
- Chiwata
- Lipumburu
- Lukuledi
- Lulindi
- Mbuyuni
- Mchauru
- Mkululu
- Mkundi
- Mlingula
- Mnavira
- Mpanyani
- Mwena
- Namajani
- Namalenga
- Namatutwe
- Nanganga
- Nanjota
- Sindano